# 法洛 (馬里)
法洛（法語：Falo），是馬里的城鎮，位於該國中部，由塞古區的布拉省負責管轄，面積1,377平方公里，海拔高度282米，2009年人口41,126，人口密度每平方公里29.87人。